# Чашка (оповідання)
«Чашка» — оповідання Лесі Українки.

## Історія публікацій
Вперше надруковано у виданні: Леся Українка. Неопубліковані твори. Львів, «Вільна Україна», 1947, стор. 105 — 107.

## Історія написання
Чистовий недатований автограф мав незначні авторські дописки.
Оповідання було, очевидно, написане для самодіяльного конкурсу «Літературної громадки» в кінці 1880-х років.